# VIII Korpus
L'VIII Corpus,  in cirillico Осми далматински ударни корпус, in serbo-croato Osmi dalmatinski udarni korpus ("Ottavo corpo d'assalto dalmata"), è stata una formazione militare dell'Esercito Popolare di Liberazione della Jugoslavia che venne costituita il 7 ottobre 1943 in Dalmazia per combattere sul Fronte jugoslavo della Seconda guerra mondiale contro gli eserciti delle Germania nazista e i collaborazionisti cetnici e ustaša.
L'VIII Korpus era formato principalmente da partigiani provenienti dalla Dalmazia e si distinse nell'ultima parte della guerra nel corso delle operazioni che portarono alla liberazione di Knin e di Mostar e nella successiva campagna dell'aprile 1945 lungo il litorale adriatico.

## Storia
L'VIII Korpus venne costituito il 7 ottobre 1943 con quattro formazioni dalmate: la 9ª Divisione, la 19ª Divisione, la 20ª Divisione e la 26ª Divisione oltre ad alcuni distaccamenti partigiani autonomi, reclutati nella Dalmazia centrale, a Knin, nella Dinara, a Imotski, Neretva, Glamoč e Livno. In origine il nuovo reparto disponeva di circa 13.000 partigiani; il 24 ottobre 1943 il Comando supremo decise di trasferire temporaneamente, per ragioni operative, il korpus sotto il controllo della nuova marina del movimento partigiano di liberazione.
Il primo comandante del corpo fu Vicko Krstulović che il 15 dicembre 1943 cedette la guida del reparto a Pavle Ilić a sua volta sostituito da Vladimir Ćetković e, dopo la morte in azione di quest'ultimo, da Petar Drapšin; i commissari politici dell'VIII Korpus furono prima Ivan Kukoc, e, dal 25 gennaio 1944, Bosko Šiljegović. L'VIII Korpus fu una delle formazioni più grandi dell'Esercito popolare di liberazione; il numero dei suoi effettivi raddoppiò nel corso di un anno; alla fine di novembre 1944 era presenti 34.548 partigiani, tra uomini e donne, delle seguenti nazionalità; 25.127 croati, 4.806 serbi; 236 musulmani, 61 ebrei, 4.318 sloveni, montenegrini ed altri.

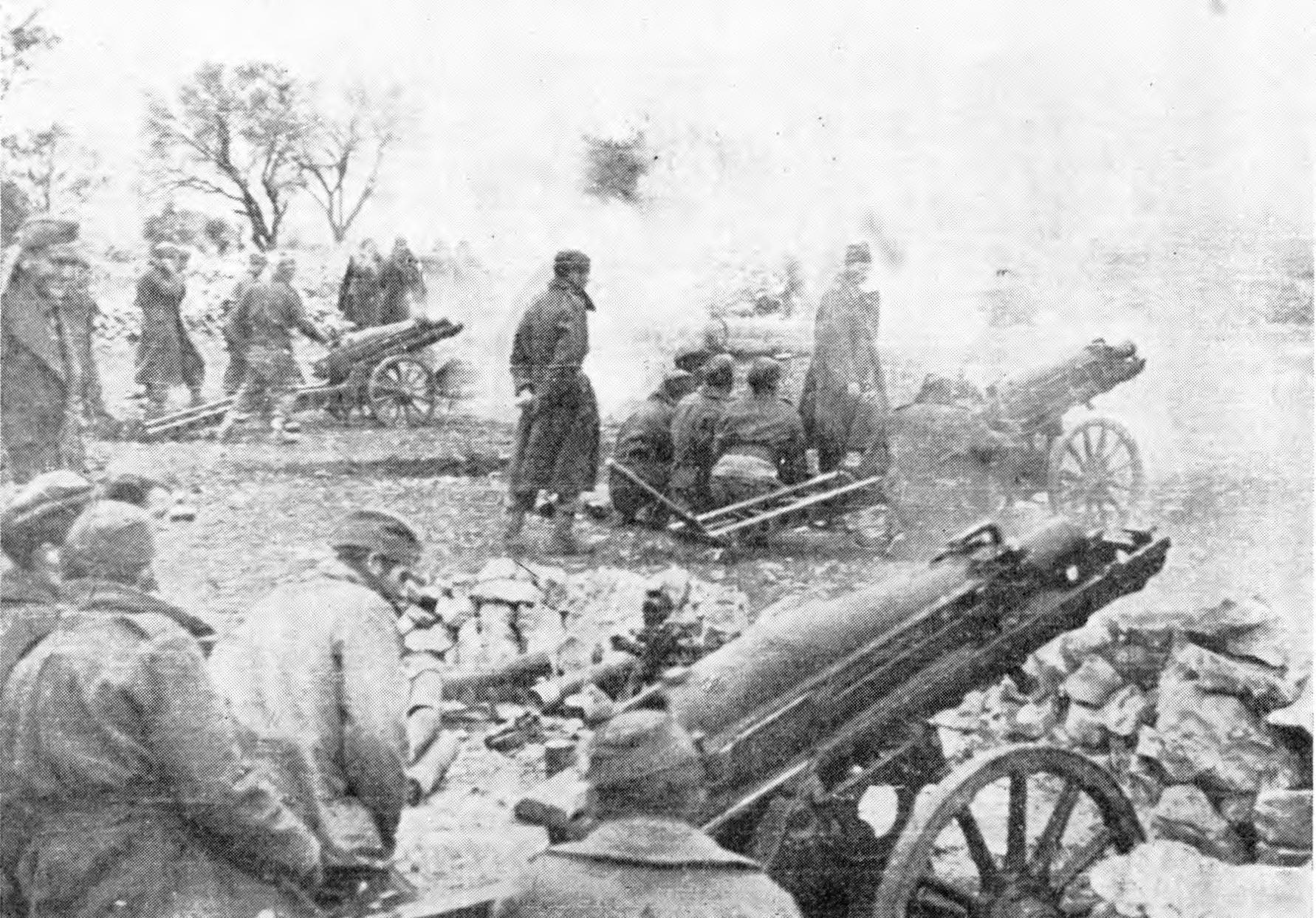
L'artiglieria dell'VIII Korpus, obici americani da 75 mm, in azione durante la battaglia di Knin.

L'VIII Korpus venne coinvolto inizialmente nei combattimenti intorno a Livno dove dal 4 dicembre 1943 le forze tedesco-croate avevano sferrato una importante operazione antipartigiana per rioccupare la Dalmazia centrale, l'operazione Ziethen; subito dopo il nuovo korpus prese parte ai combattimenti contro i tedeschi durante le grandi offensive della Wehrmacht del 1943-1944, l'operazione Kugelblitz e l'operazione Rösselsprung.
Dopo aver contrastato validamente gli attacchi nemici, il corpo dalmata partecipò alle offensive finali partigiane e liberò la grande città di Knin dopo violenti combattimenti tra il 7 novembre e il 4 dicembre 1944; le forze tedesco-croate subirono pesanti perdite. Il Korpus ricevette la denominazione di unità Udarni ("d'assalto") in riconoscimento dei suoi successi a Knin, mentre a tre brigate dalmate venne assegnato la decorazione dell'Ordine dell'Eroe nazionale del popolo. Nel febbraio 1945 l'VIII Korpus ottenne un nuovo prestigioso successo con la liberazione di Mostar il 14 febbraio 1945 dopo aver sconfitto truppe tedesche, croate e cetnici.
Nell'ultimo periodo della guerra l'VIII Korpus condusse una brillante avanzata liberando la Dalmazia, l'Erzegovina e la Bosnia occidentale; infine, inquadrato dal 2 marzo 1945 alle dipendenze della 4ª Armata jugoslava insieme al VII Korpus e all'XI Korpus, partecipò alla marcia finale fino all'Istria, la Lika, Quarnaro, il litorale sloveno e Trieste.